# Selfmade (lied)
Selfmade is een lied van de Nederlandse rapper Lijpe. Het werd in 2021 als single uitgebracht en stond in hetzelfde jaar als elfde track op het gelijknamige album.

## Achtergrond
Selfmade is geschreven door Bryan du Chatenier, Rangel Silaev en Abdel Achahbar en geproduceerd door Trobi. Het is een lied uit het genre nederhop. In het lied rapt de artiest over zijn rijkdom, die hij niet zomaar heeft gekregen, maar vanuit niks zelf heeft gecreëerd. De single was de voorloper van het gelijknamige album, daar het meer dan twee maanden ervoor werd uitgebracht. Het was na Van de buurt de tweede solosingle van 2021 van Lijpe. De single heeft in Nederland de gouden status.

## Hitnoteringen
De rapper had verschillende succes met het lied in Nederland. Het piekte op de derde plaats van de Single Top 100 en stond zes weken in deze hitlijst. De Top 40 werd niet bereikt; het lied bleef steken op de negende plaats van de Tipparade.